# Milena Merlak Detela
Milena Merlak Detela, slovenska pesnica, pisateljica in prevajalka,  * 9. november 1935, Žibrše, † 3. avgust 2006, Dunaj.

## Življenjepis
Merlakova je na Filozofski fakulteti v Ljubljani študirala primerjalno književnost in filozofijo; od leta 1960 je živela v Avstriji.

## Literarno delo
Milena Merlak Detela, najpomembnejša pesnica v literaturi slovenskega zdomstva, je pisala v slovenskem in nemškem jeziku. Njena lirika v kateri uporablja tudi avantgardna izrazna sredstva zajema predvsem zdomska in bivanjska vprašanja. Svoja dela je objavljala v slovenskih, avstrijskih in nemških revijah ter mednarodnih antologijah in izdala več pesniških zbirk, pisala pa je tudi prozo. Knjiga Kaj je povedala noč je izšla trijezično (slo., nem., ang.), eno knjigo Die zehnte Tochter pa samo v nemščini.  Prevajala pa je predvsem slovensko poezijo v nemščino.
- Sodba od spodaj - pesmi (Trst, 1964)
- Beseda brez besede - pesmi (London, 1968)
- Skrivnost drevesa - proza (London, 1969)
- Zimzelene noči - pesmi (Trst, 1976)
- Kaj je povedala noč - pesmi (Celovec, 1985)
- Die zehnte Tochter - pesmi (Dunaj, 1985)
- Svet svitanja - pesmi (Mohorjeva založba, 1997)